# Anomalon montanum
Anomalon montanum är en stekelart som beskrevs av Dasch 1984. Anomalon montanum ingår i släktet Anomalon och familjen brokparasitsteklar. Inga underarter finns listade i Catalogue of Life.